# Crocs
Crocs, Inc. es una fábrica estadounidense de calzados con sede en Broomfield, Colorado, fundada por el empresario George B. Boedecker Jr. El primer modelo producido por la empresa, Crocs Beach, salió a la luz en el año 2001, en el Fort Lauderdale Boat Show, y vendió los 200 pares producidos en ese momento.
Crocs fue el patrocinador oficial de la Asociación de Profesionales de Voleibol (AVP) Tour desde 2006 hasta la temporada del 2009.

## Productos

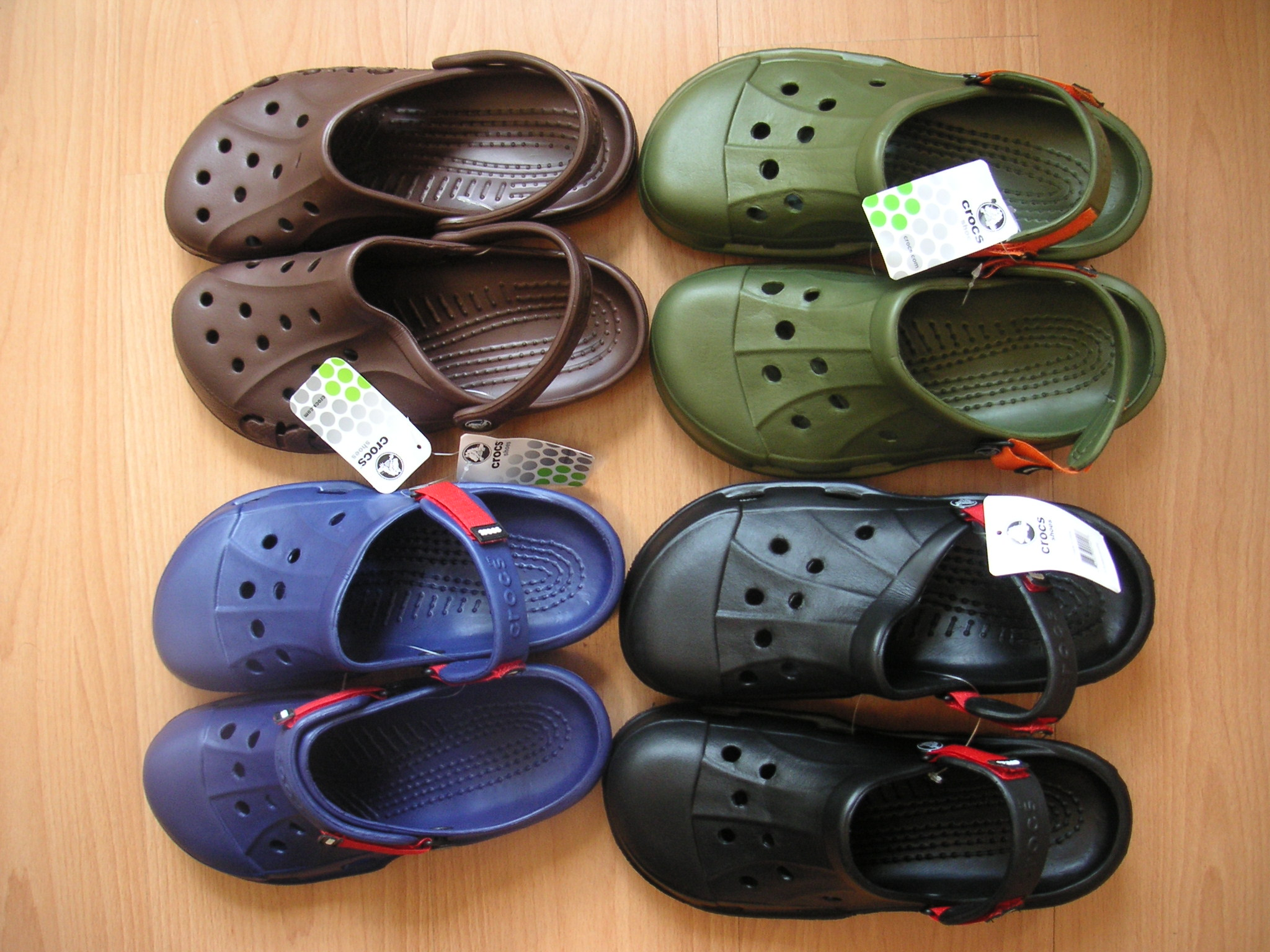
Crocs están hechos en una gran variedad de colores.

Las Crocs vienen en una variedad de estilos. Por lo general son fabricadas en sus propias instalaciones en México y Canadá, así como de los fabricantes por contrato en Vietnam, Italia, Rumanía y China.
Las zapatillas son producidos en una amplia gama de colores dependiendo del modelo. Los Estilos Beach y Caimán están disponibles en más de veinte colores, la mayoría de los otros se producen en una gama de cuatro a seis colores o combinaciones de dos colores.
Crocs también vende otros accesorios de moda. Se ha lanzado una línea de bolsos que se producen también en una amplia gama de colores.
Crocs también entró recientemente en el mercado con zapatos de golf.

## Salud y seguridad
Los Centros para Servicios de Medicare y Medicaid han aprobado un modelo de Crocs con una plantilla moldeada como calzado para diabéticos, que ayudan a los portadores a evitar lesiones en los pies.
Las Crocs y flip-flops se sometieron a un examen en 2006 en los EE. UU. y 2015 en Japón, cuando los niños sufrieron heridas después de que los zapatos quedaron atrapados en escaleras mecánicas. Esto se debió a la suavidad del material del zapato, combinado con el menor tamaño de los pies, y el descuido de los padres para que no hubiera un accidente.
El Hospital de Blekinge en Suecia, ha prohibido el uso de las "zapatillas Forsberg" (Foppatofflor) (apodo sueco derivado de la titular de la empresa que importa los zapatos, Peter "Foppa" Forsberg) por el personal del hospital, debido a la preocupación de que los zapatos pueden acumular electricidad estática

## Fabricación y patentes
En junio de 2004, Crocs adquirió Foam Creations y sus operaciones de fabricación para asegurar los derechos exclusivos del foam resin llamado Croslite. Croslite es una resina de celda cerrada, descrita por terceros como una espuma de EVA moldeada por inyección. La espuma se adapta a los pies del usuario y ofrece supuestos beneficios médicos, según varios podólogos. Crocs tiene una patente solicitada bajo el título "calzado transpirable y métodos para su fabricación", y tres patentes de diseño que cubren varios aspectos ornamentales.
Hasta 2007, la compañía había solicitado registrar "Crocs" y el logotipo de Crocs como marcas comerciales en más de 40 jurisdicciones en todo el mundo, incluyendo Estados Unidos; muchas de estas solicitudes estaban pendientes de aprobación. Crocs también amplió el alcance de sus registros y solicitudes de marca tanto para la marca Crocs como para el logotipo, para cubrir productos que no son calzado, como gafas de sol, gafas protectoras, rodilleras, relojes, equipaje y algunas de sus actividades de venta en internet.

## Adquisición de Jibbitz y diferencia entre Crocs y sus imitaciones
En octubre de 2007 Crocs adquiere Jibbitz, compañía fabricante de accesorios enfocados para la marca apoyando así la diversificación de productos. La resistencia al olor, el ajuste superior, que sea antibacteriano y que no se marque, hace del material Croslite la principal diferencia entre Crocs y sus imitaciones y competencia.

## Salud y seguridad

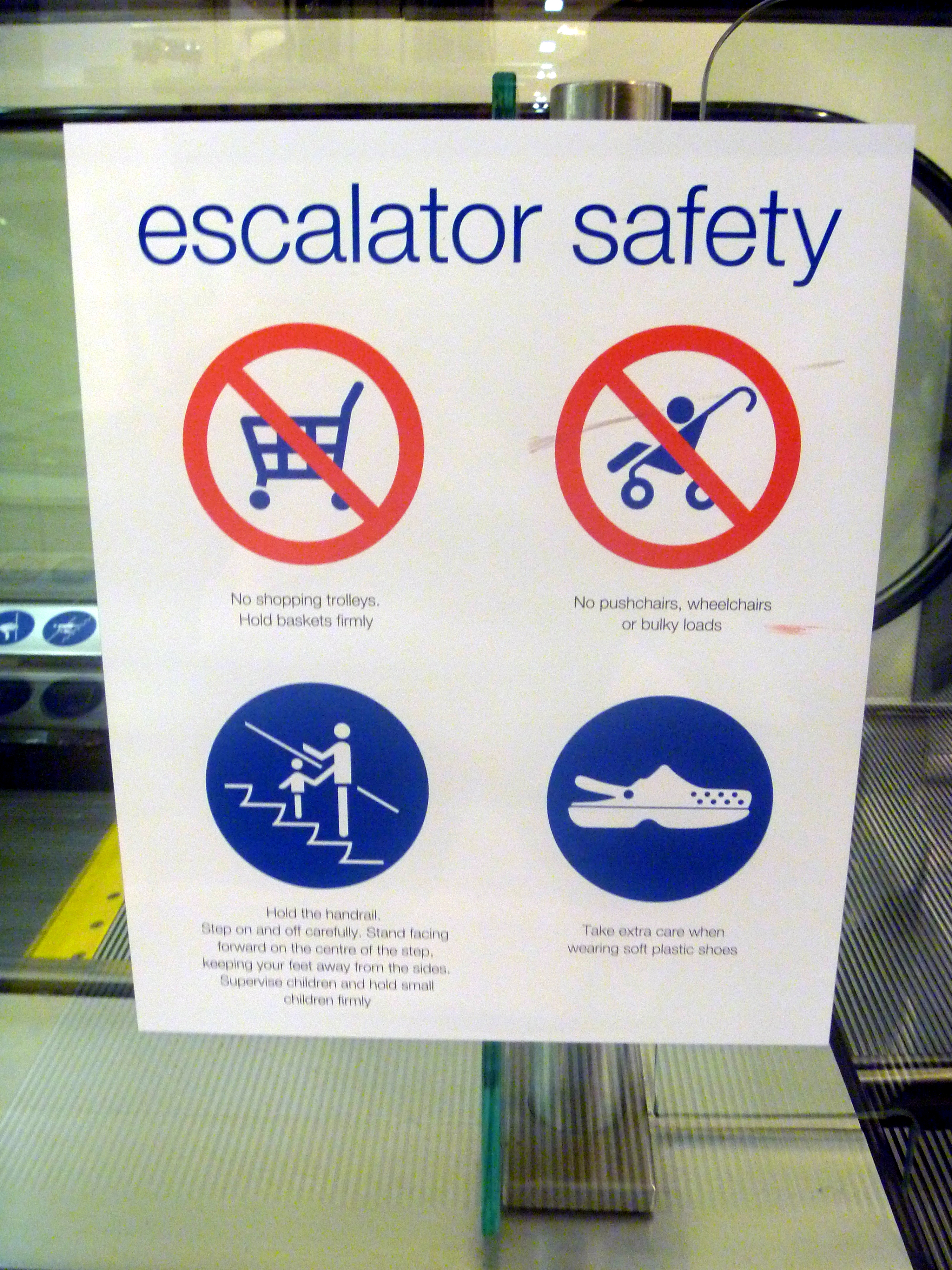
Cartel de seguridad para escaleras mecánicas que menciona el uso de calzado blando (la imagen sugiere Crocs).

Algunos zapatos Crocs fueron probados y recomendados por la empresa de ergonomía de EE. UU. en 2005 y fueron aceptados por la American Podiatric Medical Association en 2009. En 2008, el gobierno de EE. UU. aprobó un modelo de Crocs con plantillas moldeadas como calzado diabético, para ayudar a reducir las lesiones en los pies.
El calzado como los Crocs y las chancletas fue objeto de escrutinio en 2006 en los Estados Unidos y en 2008 en Japón, cuando algunos niños sufrieron lesiones después de que los zapatos quedaran atrapados en los mecanismos de las escaleras mecánicas. Esto se debió al material blando de los zapatos combinado con el tamaño más pequeño de los pies de los niños. En 2008, el Ministerio de Comercio Internacional e Industria de Japón, después de recibir 65 quejas de lesiones, solicitó que Crocs cambiara su diseño.
A nivel internacional, algunas instalaciones de atención médica introdujeron políticas en 2007 para regular los Crocs. El Hospital Regional de Rapid City en Rapid City, South Dakota, cambió su código de vestimenta para prohibir las variantes de sandalias y aquellas con agujeros, citando preocupaciones de seguridad, pero permitió que se usaran los Crocs cerrados "Professional" y los enfocados en la atención médica "Rx". Se aconsejó a más de 100 hospitales en Canadá que implementaran políticas similares. Los hospitales de Blekinge y la Universidad Karolinska en Suecia prohibieron el uso de las "Forsberg slippers" (Foppatofflor) por parte del personal, debido a la acumulación de electricidad estática de alto voltaje que se observó al interferir con equipos electrónicos. Los hospitales de la ciudad de Viena, Austria, anunciaron la prohibición de los Crocs, a menudo usados por el personal de enfermería, para cumplir con los requisitos antiestáticos.
En 2009, Crocs anunció el modelo Fuse y otros dos, formulados para disipar la electricidad estática de acuerdo con la norma europea EN ISO 20347:2004 (E), destinados para uso en el sector médico.

## Influencia cultural
Las ventas de Crocs aumentaron drásticamente a partir de 2006, con The New York Times declarando que las ventas del primer trimestre se triplicaron aproximadamente de 2006 a 2007. Un artículo de 2006 en The Washington Post describió el fenómeno: "Tampoco el mundo de la moda está enamorado de los Crocs. Aunque su fabricante alardea de su 'estilo italiano ultra moderno', mucha gente los encuentra horribles." En 2007, el entonces presidente de los Estados Unidos, George W. Bush, llevó públicamente Crocs negros con calcetines. El comediante Bill Maher afirmó durante un episodio de 2007 de su programa Real Time que la gente debería "dejar de usar zapatos de plástico". Un episodio de 2007 de The Daily Show presentó al comediante Rob Corddry como un reportero haciendo un seguimiento satírico al arresto por conducta lasciva del senador Larry Craig de ese año, con Corddry afirmando que una persona que usa Crocs está señalando que "todo vale".
En 2008, el consultor de moda Tim Gunn le dijo a Time: "El Croc parece un casco de plástico. ¿Cómo puedes tomar eso en serio?" Un ensayo anti-Crocs de 2008 en Newsweek escrito por el jugador de hockey sobre hielo Steve Tuttle generó muchas respuestas de lectores que estuvieron de acuerdo y en desacuerdo con él. En 2009, la entonces primera dama Michelle Obama fue vista usando Crocs con su hija. Maxim clasificó a Crocs como la sexta peor cosa que le sucedió a los hombres en 2007. En 2010, la revista Time incluyó a Crocs en la lista de las "50 peores invenciones" del mundo. El blog "IHateCrocs.com" fue fundado por dos estudiantes universitarios canadienses; uno de sus fundadores, Kate Leth, se refirió a los zapatos como "espantosos". El sitio web "CrocFans.com" documentó usos de los zapatos. El grupo de Facebook "No me importa lo cómodos que sean los Crocs, pareces un tonto" ha sido mencionado en los medios.
A mediados de la década de 2010, la percepción pública de los Crocs comenzó a cambiar. En 2015, el príncipe George fue fotografiado en un evento benéfico llevando Crocs azul marino. Después de una semana, esto provocó un aumento del 1,500% en las ventas, según un portavoz de Amazon.com. El diseñador de moda Christopher Kane hizo que sus modelos llevaran Crocs durante su desfile en la London Fashion Week de 2016, y Balenciaga lanzó una plataforma Croc de 10 cm en 2017. Los Crocs experimentaron un aumento masivo en popularidad en 2020, causado por el auge de la moda casual durante las primeras etapas de la pandemia de COVID-19 y sus confinamientos en todo el mundo. Para 2022, eran el artículo de ropa más vendido en Amazon. Los expertos de la industria creían que gran parte de la tendencia también estaba impulsada por el deseo de la Generación Z de "comodidad y estilo no convencional".

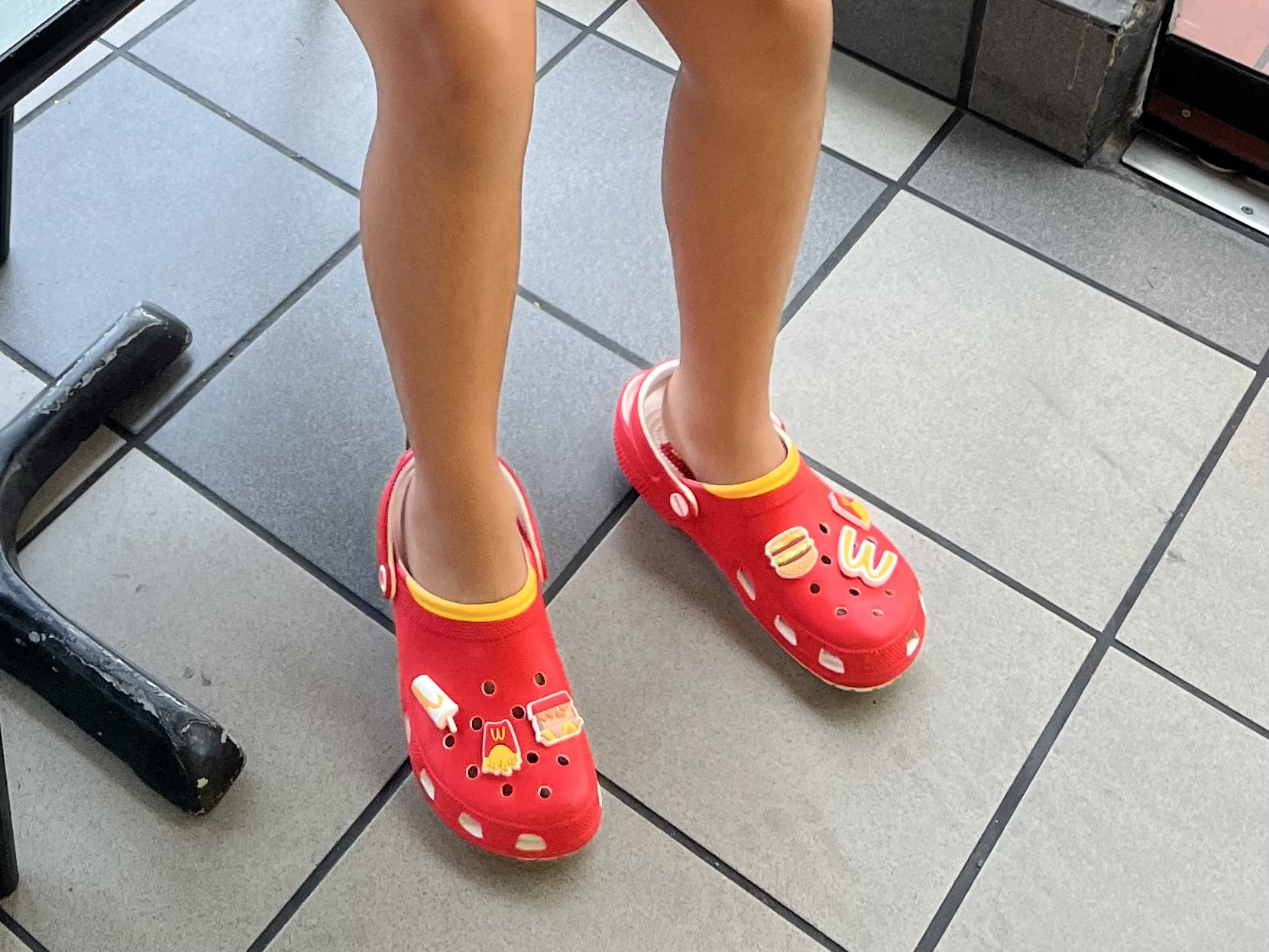
Unas crocs temáticas de McDonald’s

Celebridades como Justin Bieber, Bad Bunny, Ariana Grande, Post Malone, Nicki Minaj, Questlove y Kanye West lucieron Crocs durante principios de la década de 2020, inspirando a los fanáticos a abrazar la "nueva frescura" de los zapatos. También se han creado Crocs temáticos de edición limitada en colaboración con Bieber, KFC, Aderezo ranchero y Pixar.